# Torneo de Roland Garros 1978
La edición 77.ª de los Internacionales de Francia de Roland Garros se celebró  entre el 29 de mayo y el 11 de junio de 1978 en las pistas del Stade Roland Garros de París, Francia.
El cuadro individual masculino lo iniciaron 128 tenistas  mientras que el cuadro individual femenino comenzó con 64 tenistas.

## Hechos destacados
Esta edición estuvo marcada por la ceremonia que festejaba el cincuentenario de la disputa del torneo en las pistas del Stade Roland Garros y en la que participaron numerosos  campeones, entre ellos tres de los Cuatro Mosqueteros. Uno de ellos, Henri Cochet, el vencedor del torneo en 1928, entregaría la Copa de los Mosqueteros, a Björn Borg que se impuso en la final masculina a Guillermo Vilas.
En esta edición se contabilizaron 206.000 espectadores de pago.

## Palmarés
|                      | Vencedor                      | Resultado      | Finalista                         | Finalista |
| -------------------- | ----------------------------- | -------------- | --------------------------------- | --------- |
| Individual masculino | Björn Borg                    | 6-1, 6-1, 6-3  | Guillermo Vilas                   |           |
| Individual femenino  | Virginia Ruzici               | 6-2, 6-2       | Mima Jaušovec                     |           |
| Dobles masculino     | Gene Mayer Hank Pfister       | 6-3, 6-2, 6-2  | José Higueras Manuel Orantes      |           |
| Dobles femenino      | Mima Jaušovec Virginia Ruzici | 5-7, 6-4, 8-6  | Lesley Turner Gail Sherriff       |           |
| Dobles mixto         | Renáta Tomanová Pavel Slozil  | 7-6 y abandono | Virginia Ruzici Patrice Dominguez |           |

## Cabezas de serie
| N° | Jugador            | Resultado                   | Resultado              |
| 1  | Björn Borg         | Victoria sobre              | Guillermo Vilas (2)    |
| 2  | Guillermo Vilas    | Final batido por            | Björn Borg (1)         |
| 3  | Brian Gottfried    | 3ª ronda batido por         | Rolf Gehring           |
| 4  | Eddie Dibbs        | Cuartos de final batido por | Corrado Barazzutti (7) |
| 5  | Manuel Orantes     | Cuartos de final batido por | Dick Stockton (10)     |
| 6  | Raúl Ramírez       | Cuartos de final batido por | Björn Borg (1)         |
| 7  | Corrado Barazzutti | Semifinal batido por        | Björn Borg (1)         |
| 8  | Harold Solomon     | 3ª ronda batido             | Hans Gildemeister      |
| 9  | Roscoe Tanner      | 4ª ronda batido por         | Björn Borg (1)         |
| 10 | Dick Stockton      | Semifinal batido por        | Guillermo Vilas (2)    |
| 11 | Wojtek Fibak       | 4ª ronda batido por         | Eddie Dibbs (4)        |
| 12 | Phil Dent          | 1ª ronda batido por         | Arthur Ashe            |
| 13 | Tim Gullikson      | 4ª ronda batido por         | Manuel Orantes (5)     |
| 14 | Buster Mottram     | 3ª ronda batido por         | Víctor Pecci           |
| 15 | John Alexander     | 4ª ronda batido por         | Hans Gildemeister      |
| 16 | Stan Smith         | 3ª ronda batido por         | Stanislav Birner       |

| N° | Jugadora              | Resultado                   | Resultado             |
| 1  | Mima Jaušovec         | Final batida por            | Virginia Ruzici (2)   |
| 2  | Virginia Ruzici       | Victoria sobre              | Mima Jaušovec (1)     |
| 3  | Regina Maršíková      | Semifinal batida por        | Mima Jaušovec (1)     |
| 4  | Nancy Richey          | 2ª ronda batida por         | Viviana González      |
| 5  | Kathy May             | Cuartos de final batida por | Mima Jaušovec (1)     |
| 6  | Janet Newberry        | 1ª ronda batida por         | Pam Teeguarden        |
| 7  | Katja Ebbinghaus      | 2ª ronda batida por         | Lesley Hunt           |
| 8  | Laura duPont          | 1ª ronda batida por         | Mirka Koželuhová      |
| 9  | Renáta Tomanová       | 2ª ronda batida por         | Hana Strachonova      |
| 10 | Florenta Mihai        | 1ª ronda batida por         | Brigitte Simon-Glinel |
| 11 | Jeanne Evert          | 2ª ronda batida por         | Pat Medrado           |
| 12 | Michelle Tyler-Wilson | 2ª ronda batida por         | Lesley Turner (Q)     |
| 13 | Fiorella Bonicelli    | Cuartos de final batida por | Virginia Ruzici (2)   |
| 14 | Mariana Simionescu    | 3ª ronda batida por         | Regina Maršíková (3)  |
| 15 | Peanut Louie          | 2ª ronda batida por         | Helga Masthoff        |
| 16 | Caroline Stoll        | 1ª ronda batida por         | Frederique Thibault   |

## Cuadros Finales

### Categoría senior

#### Torneo individual masculino
|  | Cuartos de final | Cuartos de final   | Cuartos de final | Cuartos de final   | Cuartos de final | Cuartos de final | Cuartos de final |               |   | Semifinales | Semifinales | Semifinales | Semifinales | Semifinales |            |   | Final | Final | Final | Final | Final |  |
|  |                  |                    |                  |                    |                  |                  |                  |               |   |             |             |             |             |             |            |   |       |       |       |       |       |  |
|  |                  |                    |                  |                    |                  |                  |                  |               |   |             |             |             |             |             |            |   |       |       |       |       |       |  |
|  | 1                | Björn Borg         | 6                | 6                  | 6                |                  |                  |               |   |             |             |             |             |             |            |   |       |       |       |       |       |  |
|  | 1                | Björn Borg         | 6                | 6                  | 6                |                  |                  |               |   |             |             |             |             |             |            |   |       |       |       |       |       |  |
|  | 6                | Raúl Ramírez       | 3                | 3                  | 0                |                  |                  |               |   |             |             |             |             |             |            |   |       |       |       |       |       |  |
|  | 6                | Raúl Ramírez       | 3                | 3                  | 0                |                  | 1                | Björn Borg    | 6 | 6           | 6           |             |             |             |            |   |       |       |       |       |       |  |
|  |                  |                    |                  |                    |                  |                  |                  | Björn Borg    | 6 | 6           | 6           |             |             |             |            |   |       |       |       |       |       |  |
|  |                  |                    | 7                | Corrado Barazzutti | 0                | 1                | 0                |               |   |             |             |             |             |             |            |   |       |       |       |       |       |  |
|  | 4                | Eddie Dibbs        | 7                | Corrado Barazzutti | 0                | 1                | 0                | 2             | 6 | 1           |             |             |             |             |            |   |       |       |       |       |       |  |
|  | 4                | Eddie Dibbs        |                  |                    |                  |                  |                  |               |   | 1           |             |             |             |             |            |   |       |       |       |       |       |  |
|  | 7                | Corrado Barazzutti | 6                | 7                  | 6                |                  |                  |               |   |             |             |             |             |             |            |   |       |       |       |       |       |  |
|  | 7                | Corrado Barazzutti | 6                | 7                  | 6                |                  |                  |               |   |             |             |             |             | 1           | Björn Borg | 6 | 6     | 6     |       |       |       |  |
|  |                  |                    |                  |                    |                  |                  |                  |               |   |             |             |             |             |             | Björn Borg | 6 | 6     | 6     |       |       |       |  |
|  |                  |                    | 2                | Guillermo Vilas    | 1                | 1                | 3                |               |   |             |             |             |             |             |            |   |       |       |       |       |       |  |
|  | 5                | Manuel Orantes     | 2                | Guillermo Vilas    | 1                | 1                | 3                | 5             | 1 | 3           |             |             |             |             |            |   |       |       |       |       |       |  |
|  | 5                | Manuel Orantes     |                  |                    |                  |                  |                  |               |   | 3           |             |             |             |             |            |   |       |       |       |       |       |  |
|  | 10               | Dick Stockton      | 7                | 6                  | 6                |                  |                  |               |   |             |             |             |             |             |            |   |       |       |       |       |       |  |
|  | 10               | Dick Stockton      | 7                | 6                  | 6                |                  | 10               | Dick Stockton | 3 | 3           | 2           |             |             |             |            |   |       |       |       |       |       |  |
|  |                  |                    |                  |                    |                  |                  |                  | Dick Stockton | 3 | 3           | 2           |             |             |             |            |   |       |       |       |       |       |  |
|  |                  |                    | 2                | Guillermo Vilas    | 6                | 6                | 6                |               |   |             |             |             |             |             |            |   |       |       |       |       |       |  |
|  |                  | Hans Gildemeister  | 2                | Guillermo Vilas    | 6                | 6                | 6                | 4             | 6 | 1           | 6           | 3           |             |             |            |   |       |       |       |       |       |  |
|  |                  |                    |                  |                    |                  |                  |                  | 4             | 6 | 1           | 6           | 3           |             |             |            |   |       |       |       |       |       |  |
|  | 2                | Guillermo Vilas    | 6                | 2                  | 6                | 3                | 6                |               |   |             |             |             |             |             |            |   |       |       |       |       |       |  |
|  | 2                | Guillermo Vilas    | 6                | 2                  | 6                | 3                | 6                |               |   |             |             |             |             |             |            |   |       |       |       |       |       |  |
|  |                  |                    |                  |                    |                  |                  |                  |               |   |             |             |             |             |             |            |   |       |       |       |       |       |  |

#### Torneo individual  femenino
|  | Cuartos de final | Cuartos de final   | Cuartos de final | Cuartos de final | Cuartos de final |                |               | Semifinales | Semifinales | Semifinales | Semifinales |   |               | Final | Final | Final | Final |  |
|  |                  |                    |                  |                  |                  |                |               |             |             |             |             |   |               |       |       |       |       |  |
|  |                  |                    |                  |                  |                  |                |               |             |             |             |             |   |               |       |       |       |       |  |
|  | 1                | Mima Jaušovec      | 6                | 6                |                  |                |               |             |             |             |             |   |               |       |       |       |       |  |
|  | 1                | Mima Jaušovec      | 6                | 6                |                  |                |               |             |             |             |             |   |               |       |       |       |       |  |
|  | 5                | Kathy May          | 4                | 2                |                  |                |               |             |             |             |             |   |               |       |       |       |       |  |
|  | 5                | Kathy May          | 4                | 2                |                  | 1              | Mima Jaušovec | 6           | 6           |             |             |   |               |       |       |       |       |  |
|  |                  |                    |                  |                  |                  | 1              | Mima Jaušovec | 6           | 6           |             |             |   |               |       |       |       |       |  |
|  |                  |                    | 3                | Regina Maršíková | 3                | 4              |               |             |             |             |             |   |               |       |       |       |       |  |
|  | 3                | Regina Maršíková   | 3                | Regina Maršíková | 3                | 4              | 6             | 6           |             |             |             |   |               |       |       |       |       |  |
|  | 3                | Regina Maršíková   |                  |                  |                  |                |               |             |             |             |             |   |               |       |       |       |       |  |
|  | Q                | Helga Masthoff     | 3                | 3                |                  |                |               |             |             |             |             |   |               |       |       |       |       |  |
|  | Q                | Helga Masthoff     | 3                | 3                |                  |                |               |             |             |             |             | 1 | Mima Jaušovec | 2     | 2     |       |       |  |
|  |                  |                    |                  |                  |                  |                |               |             |             |             |             | 1 | Mima Jaušovec | 2     | 2     |       |       |  |
|  |                  |                    | 2                | Virginia Ruzici  | 6                | 6              |               |             |             |             |             |   |               |       |       |       |       |  |
|  | Q                | Miroslava Bendlova | 2                | Virginia Ruzici  | 6                | 6              | 3             | 3           |             |             |             |   |               |       |       |       |       |  |
|  | Q                | Miroslava Bendlova |                  |                  |                  |                |               |             |             |             |             |   |               |       |       |       |       |  |
|  |                  | Brigitte Simon     | 6                | 6                |                  |                |               |             |             |             |             |   |               |       |       |       |       |  |
|  |                  | Brigitte Simon     | 6                | 6                |                  | Brigitte Simon | 3             | 0           |             |             |             |   |               |       |       |       |       |  |
|  |                  |                    |                  |                  |                  | Brigitte Simon | 3             | 0           |             |             |             |   |               |       |       |       |       |  |
|  |                  |                    | 2                | Virginia Ruzici  | 6                | 6              |               |             |             |             |             |   |               |       |       |       |       |  |
|  | 13               | Fiorella Bonicelli | 2                | Virginia Ruzici  | 6                | 6              | 7             | 4           | 6           |             |             |   |               |       |       |       |       |  |
|  | 13               | Fiorella Bonicelli |                  |                  |                  |                |               |             | 6           |             |             |   |               |       |       |       |       |  |
|  | 2                | Virginia Ruzici    | 6                | 6                | 8                |                |               |             |             |             |             |   |               |       |       |       |       |  |
|  | 2                | Virginia Ruzici    | 6                | 6                | 8                |                |               |             |             |             |             |   |               |       |       |       |       |  |
|  |                  |                    |                  |                  |                  |                |               |             |             |             |             |   |               |       |       |       |       |  |

#### Torneo dobles femenino
|  | Cuartos de final                | Cuartos de final                | Cuartos de final            | Cuartos de final            | Cuartos de final |                               |                               | Semifinales | Semifinales | Semifinales | Semifinales | Semifinales |  |                               | Final                         | Final | Final | Final | Final |  |
|  |                                 |                                 |                             |                             |                  |                               |                               |             |             |             |             |             |  |                               |                               |       |       |       |       |  |
|  |                                 |                                 |                             |                             |                  |                               |                               |             |             |             |             |             |  |                               |                               |       |       |       |       |  |
|  | Mima Jaušovec Virginia Ruzici   | Mima Jaušovec Virginia Ruzici   | 7                           | 6                           |                  |                               |                               |             |             |             |             |             |  |                               |                               |       |       |       |       |  |
|  | Mima Jaušovec Virginia Ruzici   | Mima Jaušovec Virginia Ruzici   | 7                           | 6                           |                  |                               |                               |             |             |             |             |             |  |                               |                               |       |       |       |       |  |
|  | Viviana González Ivanna Madruga | Viviana González Ivanna Madruga | 6                           | 2                           |                  |                               |                               |             |             |             |             |             |  |                               |                               |       |       |       |       |  |
|  | Viviana González Ivanna Madruga | Viviana González Ivanna Madruga | 6                           | 2                           |                  | Mima Jaušovec Virginia Ruzici | Mima Jaušovec Virginia Ruzici | 6           | 6           |             |             |             |  |                               |                               |       |       |       |       |  |
|  |                                 |                                 |                             |                             |                  | Mima Jaušovec Virginia Ruzici | Mima Jaušovec Virginia Ruzici | 6           | 6           |             |             |             |  |                               |                               |       |       |       |       |  |
|  |                                 |                                 | Daniela Marzano Paula Smith | Daniela Marzano Paula Smith | 4                | 3                             |                               |             |             |             |             |             |  |                               |                               |       |       |       |       |  |
|  | Daniela Marzano Paula Smith     | Daniela Marzano Paula Smith     | Daniela Marzano Paula Smith | Daniela Marzano Paula Smith | 4                | 3                             | 4                             | 6           | 6           |             |             |             |  |                               |                               |       |       |       |       |  |
|  | Daniela Marzano Paula Smith     | Daniela Marzano Paula Smith     |                             |                             |                  |                               |                               |             |             |             |             |             |  |                               |                               |       |       |       |       |  |
|  | Florenta Mihai Betsy Nagelsen   | Florenta Mihai Betsy Nagelsen   | 6                           | 0                           | 4                |                               |                               |             |             |             |             |             |  |                               |                               |       |       |       |       |  |
|  | Florenta Mihai Betsy Nagelsen   | Florenta Mihai Betsy Nagelsen   | 6                           | 0                           | 4                |                               |                               |             |             |             |             |             |  | Mima Jaušovec Virginia Ruzici | Mima Jaušovec Virginia Ruzici | 5     | 6     | 8     |       |  |
|  |                                 |                                 |                             |                             |                  |                               |                               |             |             |             |             |             |  | Mima Jaušovec Virginia Ruzici | Mima Jaušovec Virginia Ruzici | 5     | 6     | 8     |       |  |
|  |                                 |                                 | Lesley Turner Gail Sherriff | Lesley Turner Gail Sherriff | 7                | 4                             | 6                             |             |             |             |             |             |  |                               |                               |       |       |       |       |  |
|  | Chris O’Neil Pam Whytcross      | Chris O’Neil Pam Whytcross      | Lesley Turner Gail Sherriff | Lesley Turner Gail Sherriff | 7                | 4                             | 6                             | 1           | 3           |             |             |             |  |                               |                               |       |       |       |       |  |
|  | Chris O’Neil Pam Whytcross      | Chris O’Neil Pam Whytcross      |                             |                             |                  |                               |                               |             |             |             |             |             |  |                               |                               |       |       |       |       |  |
|  | Helen Anliot Regina Marsiková   | Helen Anliot Regina Marsiková   | 6                           | 6                           |                  |                               |                               |             |             |             |             |             |  |                               |                               |       |       |       |       |  |
|  | Helen Anliot Regina Marsiková   | Helen Anliot Regina Marsiková   | 6                           | 6                           |                  | Helen Anliot Regina Marsiková | Helen Anliot Regina Marsiková | 6           | 7           | 3           |             |             |  |                               |                               |       |       |       |       |  |
|  |                                 |                                 |                             |                             |                  | Helen Anliot Regina Marsiková | Helen Anliot Regina Marsiková | 6           | 7           | 3           |             |             |  |                               |                               |       |       |       |       |  |
|  |                                 |                                 | Lesley Turner Gail Sherriff | Lesley Turner Gail Sherriff | 7                | 6                             | 6                             |             |             |             |             |             |  |                               |                               |       |       |       |       |  |
|  | Patricia Bostrom Kym Ruddell    | Patricia Bostrom Kym Ruddell    | Lesley Turner Gail Sherriff | Lesley Turner Gail Sherriff | 7                | 6                             | 6                             | 2           | 3           |             |             |             |  |                               |                               |       |       |       |       |  |
|  | Patricia Bostrom Kym Ruddell    | Patricia Bostrom Kym Ruddell    |                             |                             |                  |                               |                               |             |             |             |             |             |  |                               |                               |       |       |       |       |  |
|  | Lesley Turner Gail Sherriff     | Lesley Turner Gail Sherriff     | 6                           | 6                           |                  |                               |                               |             |             |             |             |             |  |                               |                               |       |       |       |       |  |
|  | Lesley Turner Gail Sherriff     | Lesley Turner Gail Sherriff     | 6                           | 6                           |                  |                               |                               |             |             |             |             |             |  |                               |                               |       |       |       |       |  |
|  |                                 |                                 |                             |                             |                  |                               |                               |             |             |             |             |             |  |                               |                               |       |       |       |       |  |